# دوروتئا پتره
دوروتئا پتره (رومانیایی: Dorotheea Petre؛ زادهٔ ۹ ژانویهٔ ۱۹۸۱) بازیگر اهل رومانی است.
از فیلم‌هایی که وی در آن‌ها نقش داشته‌است، می‌توان به چگونه قیامت را گذراندم اشاره نمود.